# 小纪汗镇
小纪汗镇，是中华人民共和国陕西省榆林市榆阳区下辖的一个乡镇级行政单位。
2015年，陕西省民政厅批复同意撤销小纪汗乡，设立小纪汗镇。

## 行政区划
小纪汗镇下辖以下地区：
小纪汗村、奔滩村、波罗滩村、长草滩村、井克梁村、大纪汗村、黄土梁村、昌汗界村、可可盖村、牙世兔村、大海子村、阿拉补村、敖包村和昌汗峁村。